# تلفن (فیلم ۱۹۷۷)
تلفن (به انگلیسی: Telefon) یک فیلم سینمایی آمریکایی در ژانر فیلم جاسوسی محصول سال ۱۹۷۷ میلادی به کارگردانی دان سیگل و بازیگران اصلی این فیلم چارلز برانسون ، لی رمیک و دونالد پلزنس می‌باشند.  فیلمنامه فیلم از پیتر هایمز و استرلینگ سیلیفنت است، که براساس رمان سال ۱۹۷۵ توسط والتر وگر ساخته شده است.      